# Girl power
O termo "girl power" é usado para designar o "poder feminino", e a sua independência e autossuficiência. "Girl power" expressa um fenômeno cultural da década de 1990 e início da década de 2000, e está também ligada à terceira onda do feminismo. O termo tornou-se popularizado pelas Spice Girls em meados da década de 1990.

## Início do uso
Um dos primeiros usos do termo "girl power" foi em 1987, foi pelo girl group de capella, "Mint Juleps" de Londres, em uma canção intitulada "Girl to the Power of 6''. Posteriormente, foi utilizada em uma fanzine pela banda punk Bikini Kill. A frase é por vezes escrito como "grrrl power", inicialmente associada com as Riot Grrrl.
"Girl power", mais tarde foi utilizada por um número de bandas durante o início da década de 1990, tais como a banda Galês Helen Love e o duo pop-punk  Shampoo,[carece de fontes?] que lançou um álbum e single intitulado Girl Power em 1995.

## Spice Girls e estudos
A frase entrou para o mainstream, no entanto, durante a década de 1990, com o quinteto britânico Spice Girls. A professora Susan Hopkins, em seu texto de 2002, Girl Heroes: The New Force in Popular Culture, sugere uma correlação entre "girl power", Spice Girls e as heroínas de ação no final do século XX.
Outros estudiosos também têm examinado a frase, "girl power", muitas vezes dentro do contexto campo acadêmico, por exemplo Estudos Buffy. A teórica de mídia, Kathleen Rowe Karlyn, em seu artigo Scream, Popular Culture, and Feminism's Third Wave: I'm Not My Mother e Irene Karras em The Third Wave's Final girl: Buffy the Vampire Slayer sugerem uma ligação com a terceira onda do feminismo. Francisca Cedo e Kathleen Kennedy, na introdução de Athena’s Daughters: Television’s New Women Warriors, discute o que elas descrevem como uma ligação entre a girl power e uma "nova" imagem de mulheres guerreiras na cultura popular.

### Dicionário Inglês de Oxford
Em 2001, o Dicionário de inglês de Oxford adicionou o termo girl power, definindo esta expressão como:
Poder exercido pelas garotas; espec. uma auto-atitude entre meninas e mulheres jovens, manifestada em ambição, assertividade, e o individualismo. Embora também mais amplamente utilizados (esp. como um slogan), o termo tem sido particularmente e repetidamente associado com música popular; principalmente no início da década de 1990 com o brevemente mas proeminente 'riot girl' movimento nos Estados Unidos (cf. RIOT GIRL n.); em seguida, no final da década de 1990, com o grupo britânico Spice Girls.
O OED ainda oferece um exemplo deste termo, citando "Anjo Delight", um artigo de 24 de Março de 2001 edição de Dreamwatch sobre a série de televisão Dark Angel:
Após a Sarah Connors e Ellen Ripleys da década de 1980, a década de 1990 não eram tão amáveis para o formato supermulher —Xena, a Princesa Guerreira sendo exceção. Mas é 2000 é um novo milênio, enquanto Charlie's Angels e O Tigre e o Dragão estão fazendo uma tempestade nas telas de cinema, James Cameron veio para trazer de volta as poderosas guerreiras femininas para telas da televisão. E claramente, Cameron tem misturando o sóbrio feminismo de suas personagens em Terminator e Aliens com estilo sexualizado girl power de Britney Spears. O resultado é Dark Angel.

### Críticas
Dr. Debbie Ging, Presidente de Estudos de Comunicação na Universidade de Dublin, foi uma crítica das ideias "Girl power", ás vinculado com a sexualização das crianças, as meninas, em particular.
Amy McClure da Universidade Estadual da Carolina do Norte, alertou contra colocar demasiada esperança no conceito de girl power e empoderamento. Ela diz, "Uma ideologia baseada no consumismo nunca pode ser um revolucionário movimento social. O fato de que parece ser um movimento revolucionário é uma perigosa mentira de que não só os profissionais de marketing vendem para nós, mas que nós, muitas vezes, felizmente vender a nós mesmos."
A mídia às vezes pode apresentar uma definição estreita do que significa ser uma menina hoje. Um exemplo comum é a Barbie, boneca popular da Mattel. O recente "eu posso ser" da Barbie incorpora este conceito de "girl power": que meninas podem ser qualquer coisa que elas querem, quando elas crescem. Sem dúvida, a imagem da Barbie também pode reduzir as opções das garotas com quem elas podem se identificar.

## Movimento nos dias atuais
Na sociedade de hoje, o termo "girl power" é apoiado e praticado principalmente por mulheres. A música desempenha um forte papel na vida das pessoas e é utilizada como uma plataforma por homens e mulheres para espalhar mensagens de empoderamento feminino. 

### Na Música
Muitas mulheres musicistas compartilharam seus pensamentos sobre o Girl power através da música.
- Alicia Keys - Girl on Fire
- Spice Girls - Wannabe
- Katy Perry - Roar
- Pink - Most Girls
- Kelly Clarkson - Miss Independent
- Aretha Franklin - Respect
- Beyoncé - Run The World (Girls)
- Destiny's Child - Independent Women
- Nicki Minaj - Feeling Myself
- Little Mix - Salute
- Little Mix - Power
- Girls' Generation - The Boys

### Girl Power Rocks
Girl Power Rocks é uma organização sem fins lucrativos com sede em Miami, Flórida, que foi fundada no ano 2000 por Thema Campbell. Sua missão é "capacitar as jovens meninas". Seu objetivo é ajudar meninas em situação de risco nas idades de 11-17,  para ter sucesso na escola, desenvolver melhoras comportamentais e competências sociais. Lideradas por toda uma equipe do sexo feminino, GPR hospeda programas depois da escola, acampamentos de verão, aulas particulares e muitos outros programas para ajudar as jovens a ter sucesso.

## Notáveis Defensores[19][20]
- Spice Girls
- Keri Hilson
- Ciara
- John Legend
- Seth Myers
- Ryan Gosling
- Oprah Winfrey
- Beyoncé
- Coco Chanel
- Chimamanda Ngozi Adichie
- Will Smith
- Maya Angelou
- Emma Watson
- Barack Obama
- Blair Underwood
- Michelle Obama
- Bell Hooks
- Yoko Ono
- Malala Yousafzai
- Ariana Grande